# Időzsaru (televíziós sorozat)
Az Időzsaru (eredeti cím: Timecop) 1997-ben indult amerikai sci-fi televíziós sorozat, mely az azonos című 1994-es film, illetve a Timecop című Dark Horse képregény alapján készült. 
Az Amerikai Egyesült Államokban az ABC csatorna tűzte műsorra. Magyarországon a TV2 mutatta be 1999. július 20-án.

## Cselekmény
2007-ben lehetőség nyílik az időutazásra. Az Amerikai Egyesült Államokban létrehoznak egy szervezetet, melynek célja, hogy az időutazás segítségével tartsák fenn a világban a rendet. Az időzsaru Jack Logan a múltba utazik vissza, hogy a jövőre nagymértékben befolyásoló bűntényeket, eseményeket akadályozzon meg.

## Szereplők
| Szerep          | Színész            | Magyar hang     |
| --------------- | ------------------ | --------------- |
| Jack Logan      | Ted King           | Galambos Péter  |
| Eugene Matuzek  | Don Stark          | Rosta Sándor    |
| Dale Easter     | Kurt Fuller        | Józsa Imre      |
| Claire Hemmings | Cristi Conaway     | Csere Ágnes     |
| Wells felügyelő | W. Morgan Sheppard | Versényi László |
| Ian Pascoe      | Tom O'Brien        | Jakab Csaba     |
| Anne Thompson   | Anna Galvin        | Madarász Éva    |
| Charles         | John Maynard       | Orosz István    |

## Epizódok
| Sor. | Év. | Cím                               | Rendező         | Író                        | Premier                               |
| ---- | --- | --------------------------------- | --------------- | -------------------------- | ------------------------------------- |
| 1.   | 1.  | Időmetszés (A Rip in Time)        | Allan Arkush    | Alfred Gough, Miles Millar | 1997. szeptember 22. 1999. július 20. |
| 2.   | 2.  | A rablás (The Heist)              | David Grossman  | Mark Verheiden             | 1997. szeptember 29. 1999. július 27. |
| 3.   | 3.  | Stalker                           | Philip Sgriccia | Elliot Stern               | 1997. október 6. 1999. augusztus 3.   |
| 4.   | 4.  | Közellenség (Public Enemy)        | Chris Long      | Alfred Gough, Miles Millar | 1997. október 13. 1999. augusztus 10. |
| 5.   | 5.  | Bombasiker (Rocket Science)       | Robert Singer   | Mark Verheiden             | 1997. október 20. 1999. augusztus 17. |
| 6.   | 6.  | Változó valóság (Alternate World) | Martha Mitchell | Alfred Gough, Miles Millar | 1998. június 20. 1999. augusztus 24.  |
| 7.   | 7.  | Lost Voyage                       | Jim Charleston  | Mark Verheiden             | 1998. június 27. 1999. augusztus 31.  |
| 8.   | 8.  | Játszd újra, Jack! (D.O.A.)       | Philip Sgriccia | Linda McGibney             | 1998. július 11. 1999. szeptember 7.  |
| 9.   | 9.  | The Future, Jack, the Future      | Oz Scott        | Art Monterastelli          | 1998. július 18. 1999. szeptember 14. |

## Fordítás
- Ez a szócikk részben vagy egészben  a   Timecop (TV series) című angol Wikipédia-szócikk fordításán alapul.  Az eredeti cikk szerkesztőit annak laptörténete sorolja fel. Ez a jelzés csupán a megfogalmazás eredetét és a szerzői jogokat jelzi, nem szolgál a cikkben szereplő információk forrásmegjelöléseként.